# Sandy Lane (Wiltshire)
Sandy Lane – osada w Anglii, w hrabstwie Wiltshire. Leży 42 km na północny zachód od miasta Salisbury i 134 km na zachód od Londynu.